# Phùng Công Minh
Phùng Công Minh (ur. 8 marca 1985) – wietnamski piłkarz występujący na pozycji pomocnika w klubie Bình Dương.

## Kariera piłkarska
Phùng Công Minh jest wychowankiem klubu Ngân hàng Đông Á. Przed sezonem 2006 odszedł do drużyny Bình Dương FC. Obecnie jego zespół gra w pierwszej lidze wietnamskiej.
Zawodnik ten jest także reprezentantem Wietnamu. W drużynie narodowej zadebiutował w 2007 roku. Został również powołany na Puchar Azji 2007, gdzie jego drużyna odpadła w ćwierćfinale. On zaś rozegrał 2 spotkania: w grupie z Japonią (1:4) i w ćwierćfinale z Irakiem (0:2).